# Velodromo Maspes-Vigorelli
Il velodromo Maspes-Vigorelli (conosciuto anche come il Vigorelli) è un impianto sportivo storico della città di Milano dedicato in origine al ciclismo su pista ed oggi utilizzato principalmente per il football americano. Vi giocano le partite casalinghe i Seamen Milano, i Rhinos Milano ed i Frogs Legnano, la prima milita nella European League of Football, le seconde in Prima Divisione. È stato spesso sede di partenza della Milano-Sanremo, una delle corse ciclistiche più importanti. 

## Storia

### Le origini

Il velodromo negli anni '70

Il velodromo Vigorelli fu costruito nel 1935 in seguito alla demolizione dell'antiquato velodromo Sempione (a sua volta costruito all'inizio del secolo) e con lo scopo di ridurre l'uso "ciclistico" del palazzo dello Sport di piazza VI Febbraio, che disponeva di una pista coperta da ciclismo smontabile. L'inaugurazione avvenne il 28 ottobre dello stesso anno, dal Sindaco Visconti di Modrone con la sponsorizzazione della Gazzetta dello Sport. Appena tre giorni dopo la sua costruzione, il ciclista Giuseppe Olmo vi stabilì il nuovo record dell'ora. La pista è di 397,7 metri, con una larghezza di 7,50 m. La pendenza massima in curva è di 42 gradi. La pista è ricoperta con 72 chilometri di listarelle di pino di Svezia.
L'idea di costruire un velodromo semicoperto fu di Giuseppe Vigorelli, ex-corridore su pista (pistard), industriale, Direttore Amm. della Gazzetta dello Sport, sindaco di Garbagnate e assessore allo sport al Comune di Milano nella giunta Mangiagalli. Il Vigorelli diviene fin dal principio teatro di importanti corse nonché frequentato da moltissimi spettatori appassionati. Scelto come sede di arrivo anche di corse su strada come il Giro d'Italia, il Giro di Lombardia e il trofeo Baracchi, sotto una gradinata trovò la sede l'officina di Faliero Masi, celebre costruttore dei telai da corsa Masi. Nel 1939 ospitò il campionato mondiale. Il 7 novembre 1942 consegnò alla storia il primato mondiale dell'ora di Fausto Coppi: 45,798 km.

### Distruzione durante la seconda guerra mondiale e dopoguerra

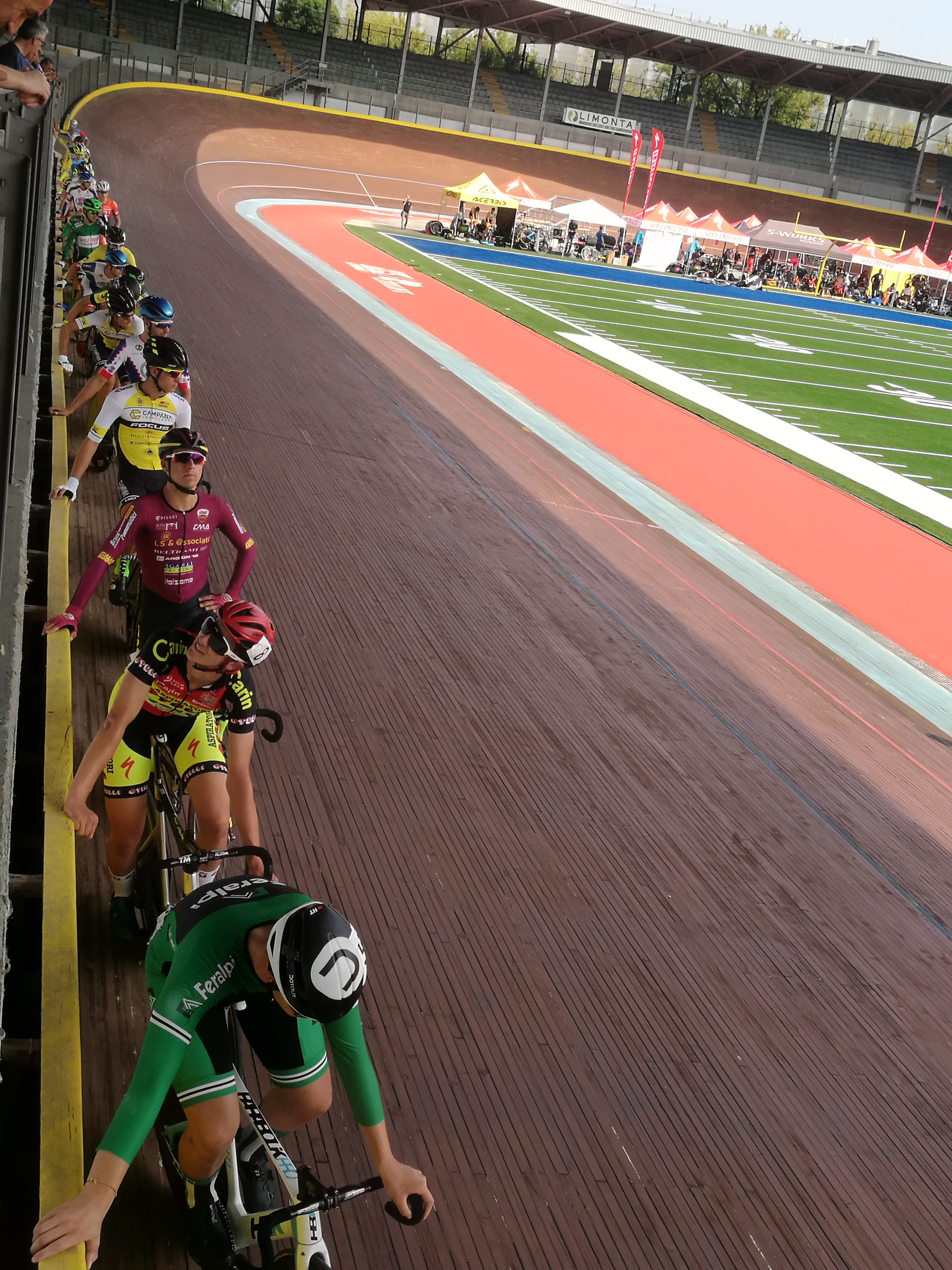
La pista in legno del velodromo

La pista fu distrutta durante i bombardamenti con bombe incendiarie della seconda guerra mondiale (1943) e ricostruita nel 1946. All'inaugurazione il velodromo venne intitolato al ciclista meneghino Romolo Buni. Con la ripresa post bellica, negli anni 1951, 1955 e 1962 vi si svolsero nuovamente i campionati mondiali di ciclismo su pista, in un periodo in cui il ciclismo su pista era molto popolare e seguito in Italia. Il 7 settembre 1963 Sandro Mazzinghi si laurea Campione del Mondo di boxe nella categoria dei pesi medi junior battendo l'americano Ralph Dupas nel velodromo. 
Nel dopoguerra il velodromo ha ospitato anche eventi non sportivi: il 24 giugno 1965 vi ebbero luogo due concerti dei Beatles e nel 1971 la tristemente nota serata dei Led Zeppelin caratterizzata da scontri tra pubblico e polizia che causarono la fine dello spettacolo dopo solo pochi minuti e la totale distruzione del palco e della strumentazione della band.
Nel 1975 il velodromo venne chiuso, per riaprire solo nel 1984. La nevicata del 1985, oltre al Palasport di San Siro, ebbe fra le sue vittime anche una tettoia del Vigorelli che crollando sul parquet lo danneggiò in modo grave e determinò il declino dell'impianto: nonostante diversi lavori di ristrutturazione che portarono alla ricostruzione della pista, ma non della tettoia, si ebbero tre anni di suo utilizzo ridotto, fino alla chiusura delle attività ciclistiche nel gennaio 1988. Successivamente venne rifatta anche la tettoia e il 10 luglio 1991 venne installato e collaudato un nuovo impianto di illuminazione, ma l'impianto venne riaperto solo nel dicembre del 1997, in seguito all'intervento di sponsor privati, per ospitare un evento singolare, una gara di coppa del mondo di sci di fondo.
Il prato centrale, ora ricoperto di erba sintetica, può ospitare incontri di football americano, calcetto e hockey su prato. Nel settembre del 1998 il velodromo ospitò nuovamente una competizione di ciclismo con una gara a eliminazione tra alcuni noti pistard e stradisti, che rimase però un evento isolato.

### Terzo millennio

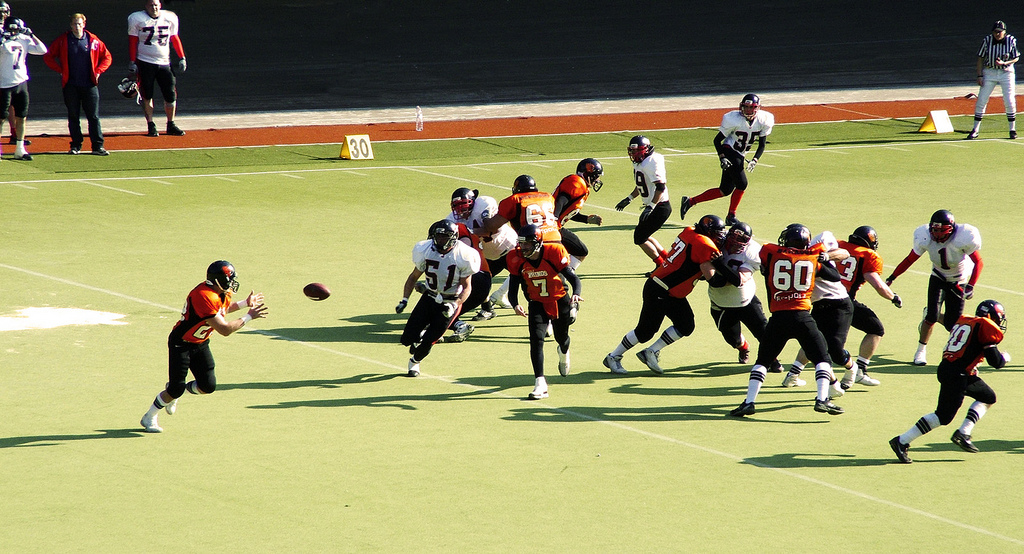
Partita di football dei Rhinos

Alla scomparsa del campione Antonio Maspes (19 ottobre 2000) l'Amministrazione comunale decise di dedicargli il velodromo che da allora si chiama velodromo Maspes-Vigorelli.
Il velodromo è stato utilizzato fino al 2001, quando si svolsero i Campionati nazionali assoluti, interrotti un giorno prima della prevista fine, tanto che alcuni titoli non furono assegnati: ma l'ultimo giorno di gare, secondo programma, era l'11 settembre 2001 e, con le Torri Gemelle, finì, indirettamente, anche il Vigorelli come sede di gare di ciclismo su pista.
Nel 2006 venne concessa l'utilizzazione del velodromo per la realizzazione di alcune scene della fiction Gino Bartali - L'intramontabile, con Pierfrancesco Favino, Simone Gandolfo ed altri attori.
Dal 2009 il velodromo Vigorelli è il campo di allenamento e di gioco dei Seamen Milano nel campionato di football americano di Serie A1 e per i campionati nazionali giovanili. I Rhinos Milano utilizzano il velodromo come campo da gioco dal 2003 a tutt'oggi nel campionato di Serie A1 dell'Italian Football League e l'hanno utilizzato fino al 2008 anche come impianto per gli allenamenti di tutte le formazioni giovanili e per la prima squadra. Negli anni tra il 2000 ed il 2004 il velodromo ha ospitato anche allenamenti e partite dei Falcons Milano.
All'inizio del mese di luglio 2008 era stato scelto dal Comune di Milano come sede provvisoria di una moschea che avrebbe dovuto sostituire quella di viale Jenner. L'utilizzo come luogo di culto terminò a fine 2008.
Il velodromo Vigorelli ha ospitato nel 2009 la finale Juniores FIF e nel 2011 le finali Under21 ed Under18 FIDAF.

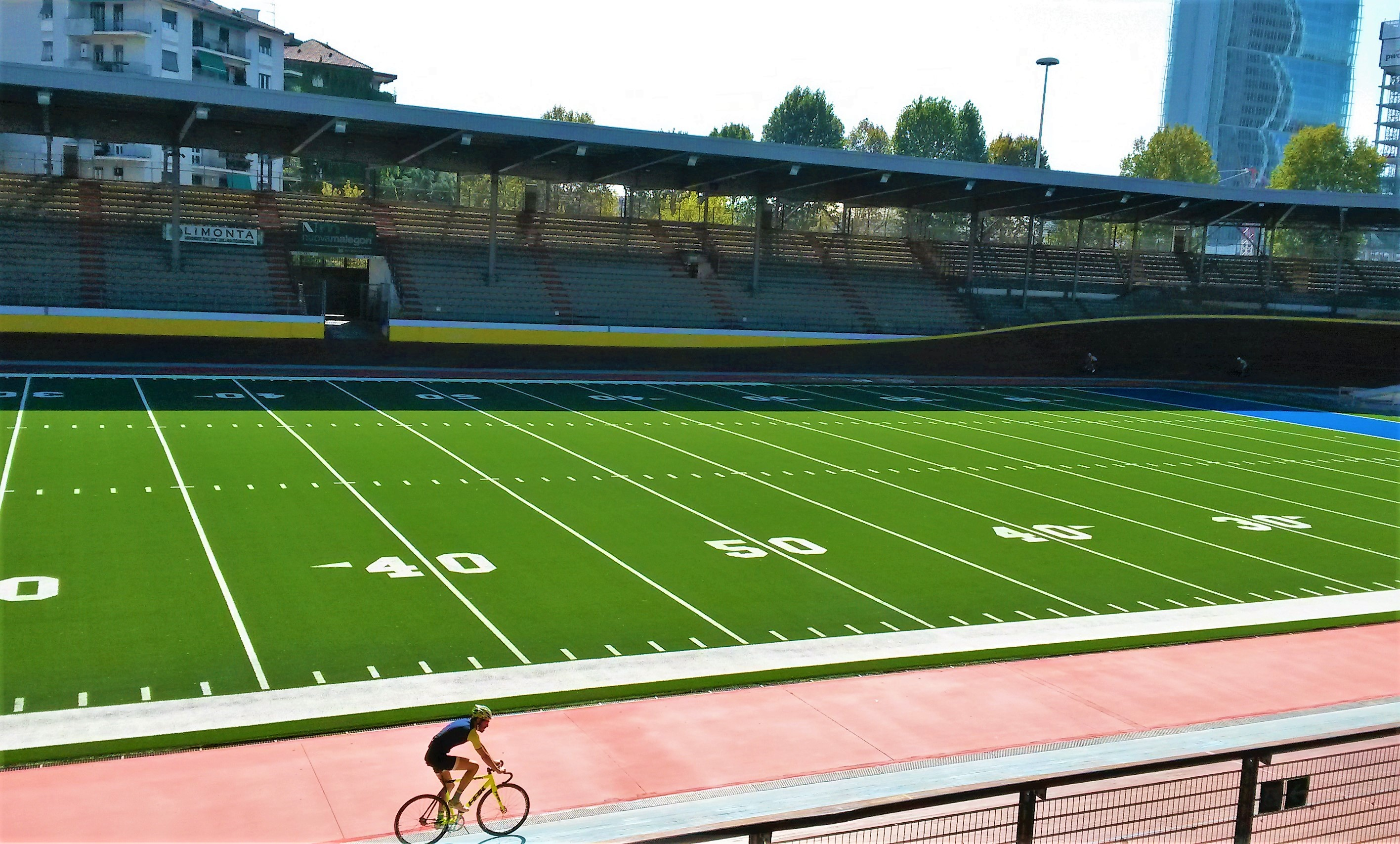
Veduta interna del campo da football e della pista

Da dopo la morte di Joe Avezzano i Seamen Milano rinominarono, in maniera non ufficiale, l'impianto "Joe Avezzano Stadium". Nel settembre 2013 si svolse il campionato europeo di football americano.
Il 19 aprile 2013 venne presentato il progetto di riqualificazione dell'ex velodromo che prevedeva anche la scomparsa della pista in legno, ma il 3 ottobre 2013 intervenne la Direzione regionale per i Beni culturali e paesaggistici della Lombardia, dichiarando la struttura d’interesse storico-artistico, storico-relazionale e storico-identitario e vincolata tramite decreto ministeriale.
Il progetto divenne esclusivamente conservativo.
Il 2 giugno 2016 si sono conclusi i lavori di riqualificazione della pista in legno del velodromo.

## I record
Al velodromo Vigorelli furono stabiliti diversi record dell'ora:
- 31 ottobre 1935 – Giuseppe Olmo – 45,090 km
- 14 ottobre 1936 – Maurice Richard – 45,398 km
- 29 settembre 1937 – Frans Slaats – 45,535 km
- 3 novembre 1937 – Maurice Archambaud – 45,767
- 7 novembre 1942 – Fausto Coppi – 45,871 km
- 29 giugno 1956 – Jacques Anquetil – 46,159 km
- 19 settembre 1956 – Ercole Baldini (da dilettante) – 46,393 km
- 18 agosto 1957 – Roger Rivière – 46,923 km
- 23 settembre 1958 – Roger Rivière – 47,346 km

Tra le donne:
- 1957 – Renee Vissac
- 1958 – Millie Robinson
- 1958 – Elsy Jacobs

Record dell'ora disabili
- 1998 – Fabrizio Macchi – 37,499 km[3].
- 2001 – Fabrizio Macchi – 45,870 km[4].

## Giro d'Italia
Il velodromo Vigorelli fu sede di arrivo della tappa finale del Giro d'Italia
- 1953 – Vittoria di tappa: Fiorenzo Magni. Maglia rosa: Fausto Coppi
- 1959 – Vittoria di tappa: Rolf Graf. Maglia rosa: Charly Gaul
- 1960 – Vittoria di tappa: Arrigo Padovan. Maglia rosa: Jacques Anquetil
- 1961 – Vittoria di tappa: Miguel Poblet. Maglia rosa: Arnaldo Pambianco
- 1974 – Vittoria di tappa: Marino Basso. Maglia rosa: Eddy Merckx

## Football americano

### Incontri di club

#### Finali di campionato

##### Superbowl italiano/Italian Superbowl/Italian Bowl
| Milano 8 luglio 2000 XX Superbowl italiano | Lions Bergamo | 49 – 27 (7-13 20-14 22-0 0-0) | Giants Bolzano | Velodromo Vigorelli |

| Milano 4 luglio 2015, ore 20:00 CEST XXXV Italian Bowl | Panthers Parma | 14 – 24 (0-14 0-0 0-0 14-10) | Seamen Milano | Velodromo Maspes-Vigorelli |

##### Rose Bowl Italia
| Milano 4 luglio 2015 III Rose Bowl Italia | Neptunes Bologna | 6 – 43 | One Team Verona | Velodromo Maspes-Vigorelli |

##### Silver (Italian) Bowl
| Milano 5 luglio 2015 XXII SilverBowl | Hogs Reggio Emilia | 28 – 0 | Blacks Rivoli | Velodromo Maspes-Vigorelli |

##### C Bowl/Snowbowl/Ninebowl
| Milano 14 dicembre 1986 I C Bowl | Hunters Roma | 7 – 23 (0-0 0-9 0-8 7-6) | Wasps Vigevano | Velodromo Vigorelli |

| Milano gennaio 2000 VIII Snowbowl | Skorpions Varese | 35 – 26 (16-14 7-0 0-12 12-0) | Etruschi Livorno | Velodromo Vigorelli |

| Milano 4 febbraio 2001 IX Snowbowl | Kings Gallarate | 30 – 25 (6-7 24-12 0-0 0-6) | Guelfi Firenze | Velodromo Maspes-Vigorelli |

| Milano 23 dicembre 2001 X Snowbowl | Titans Romagna | 50 – 38 | Kings Gallarate | Velodromo Maspes-Vigorelli |

| Milano 3 luglio 2015 XVI Ninebowl | Chiefs Ravenna | 45 – 35 | Veterans Grosseto | Velodromo Maspes-Vigorelli |

##### Superbowl FIF
| Milano 7 dicembre 2013, ore 20:00 XXXIV Superbowl FIF | Terminators Brescia | 40 – 20 | Rams Milano | Velodromo Maspes-Vigorelli |

| Milano 22 novembre 2014, ore 20:00 XXXV Superbowl FIF | Rams Milano | 34 – 18 (8-6 6-0 12-12 8-0) | Lancieri Novara | Velodromo Maspes-Vigorelli |

#### Incontri internazionali
| Milano 7 maggio 2011 EFAF Cup - Fase a gironi | Rhinos Milano | 18 – 28 | Black Panthers de Thonon | Velodromo Maspes-Vigorelli |

| Milano 7 aprile 2012 EFAF Cup - Fase a gironi | Seamen Milano | 0 – 56 | Braunschweig Lions | Velodromo Maspes-Vigorelli |

| Milano 18 aprile 2015, ore 18:00 IFAF Europe Champions League - Fase a gironi | Seamen Milano | 37 – 14 (27-0 10-0 0-7 0-7) | L'Hospitalet Pioners | Velodromo Maspes-Vigorelli |

| Milano 28 maggio 2016 IFAF Europe Champions League - Fase a gironi | Seamen Milano | 43 – 6 (14-0 21-0 8-0 0-6) | Budapest Wolves | Velodromo Maspes-Vigorelli |

### Europei per nazionali

#### Edizione 1985
| Milano 10 luglio 1985 Semifinale | Finlandia | 13 – 0 (2-0 3-0 8-0 0-0) | Francia | Velodromo Vigorelli |

| Milano 11 luglio 1985 Semifinale | Italia | 13 – 11 (6-0 0-5 7-0 0-6) | Germania Ovest | Velodromo Vigorelli |

| Milano 1985 Finale 3º - 4º posto | Germania Ovest | 13 – 0 | Francia | Velodromo Vigorelli |

| Milano 14 luglio 1985 Finale | Italia | 2 – 13 (0-6 0-0 2-0 0-7) | Finlandia | Velodromo Vigorelli |

#### Edizione 2013 (Europeo B)
| Milano 31 agosto 2013, ore 16:30 Fase a gironi | Danimarca | 38 – 10 (8-7 14-0 16-0 0-3) | Serbia | Velodromo Maspes-Vigorelli |

| Milano 31 agosto 2013, ore 21:00 Fase a gironi | Spagna | 7 – 55 (0-14 0-21 0-7 7-13) | Italia | Velodromo Maspes-Vigorelli |

| Milano 2 settembre 2013, ore 16:30 Fase a gironi | Serbia | 9 – 13 (0-3 3-0 6-3 0-7) | Rep. Ceca | Velodromo Maspes-Vigorelli |

| Milano 2 settembre 2013, ore 21:00 Fase a gironi | Gran Bretagna | 58 – 6 (29-0 22-6 0-0 7-0) | Spagna | Velodromo Maspes-Vigorelli |

| Milano 4 settembre 2013, ore 16:30 Fase a gironi | Rep. Ceca | 0 – 34 (0-10 0-7 0-7 0-10) | Danimarca | Velodromo Maspes-Vigorelli |

| Milano 4 settembre 2013, ore 21:00 Fase a gironi | Italia | 20 – 16 (3-0 3-3 0-6 14-7) | Gran Bretagna | Velodromo Maspes-Vigorelli |

| Milano 7 settembre 2013, ore 10:00 Finale 5º - 6º posto | Spagna | 0 – 30 (0-7 0-10 0-13 0-0) | Serbia | Velodromo Maspes-Vigorelli |

| Milano 7 settembre 2013, ore 15:00 Finale 3º - 4º posto | Gran Bretagna | 24 – 13 (7-7 14-3 0-3 3-0) | Rep. Ceca | Velodromo Maspes-Vigorelli |

| Milano 7 settembre 2013, ore 20:00 Finale | Italia | 29 – 49 (7-14 12-14 7-7 3-14) | Danimarca | Velodromo Maspes-Vigorelli |

## Concerti al velodromo Maspes-Vigorelli
- 24/06/1965 – The Beatles
- 05/07/1971 – Led Zeppelin
- 04/05/1973 – Emerson, Lake & Palmer
- 09/09/1974 – Frank Zappa
- 13/09/1977 – Carlos Santana
- 14/07/1979 – Peter Tosh
- 20/07/1980 – Muddy Waters Blues Band
- 02/09/1980 – Iron Maiden, Kiss
- 13/09/1981 – Ramones
- 21/05/1981 – The Clash
- 29/06/1981 – Dire Straits[6][7]
- 08/07/1981 – Mike Oldfield[8]
- 16/09/1982 – Toto
- 30/08/1983 – Roxy Music
- 30/08/1983 – King Crimson
- 13/07/1999 – James Brown